# 幻.no
幻.no（マボロシドットノー）は、日本の女性アイドルグループ。前身となるマボロシ可憐GeNEから全メンバーが卒業し、そのメンバーによって結成された。愛称は「マボテン」。ファンの通称は「元カレ」、「元カノ」（元カレは元可憐人の意。元カノはその派生。）。2018年4月22日に初ライブ、2020年末解散。

## メンバー
現メンバー
| 名前                            | 誕生日        | 出身地 | 愛称     | 担当カラー | 備考 |
| ------------------------------- | ------------- | ------ | -------- | ---------- | --- |
| 早乙女 ゆみの (さおとめ ゆみの) | 1994年11月5日 | 栃木県 | ゆみの   | 赤         | 幻.noのリーダーであり代表取締役社長。2022年8月14日、鬼越トマホークの坂井良多と結婚。                                              |
| 沖本 蒼奈 (おきもと あおな)     | 3月13日       | 上海市 | あおやん | 青         | 主に月間予定の告知画像や物販で使用するポップなどのデザインを担当。作詞を担当することもある。2021年4月、TENRINに加入（白洲あやん） |
| 水神 結真 (みかみ ゆま)         | 1月18日       | 鳥取県 | ゆまち   | 黄         | 幻.noの過半数の楽曲の作曲を手掛ける。                                                                                             |
| 葉山 あいり (はやま あいり)     | 6月27日       | 静岡県 | あいり   | 緑         | 11月9日に加入が発表された新メンバー。                                                                                             |

過去のメンバー
日奈森 あこ（ひなもり あこ、在籍期間：結成-2019年11月1日）

## 略歴
2018年
- 4月1日 - 早乙女ゆみの、沖本蒼奈、日奈森あこ、水神結真の4人によって結成。同日、楽曲「テキメキカーニバル」PV公開
- 4月22日 - 渋谷MilkyWayにて開催されたお披露目ライブにて正式デビュー。

2019年
- 4月22日 - 新宿FACEにて初のワンマンライブ「幻.no創立記念日～ウチの幻がすみません！～」開催。同ライブにてDMM GAMESのスマホ向けアプリゲーム『まちむす地球防衛ライブ』とのコラボ発表
- 7月24日 - CD「まちむす地球防衛ライブ Original Soundtrack」発売、楽曲「シティーガール」が収録される。表参道Groundにて初の無料ワンマンライブ「まぼてん地球防衛ライブ」開催
- 8月10日 - 『朝活』と称した無料のミニオフ会イベントが初開催。
- 11月1日 - 日奈森あこの解雇が発表。同時に新メンバーの加入を発表。
- 11月9日 - HOLIDAY SHINJUKUにて2度目となる無料ワンマンライブ「幻.noワンマンライブ～てん！てん！てん！～」開催。同ライブより葉山あいりが加入。

2020年
- 6月22日 - 水神結真の妊娠を発表[1]。
- 8月16日 - 水神結真の脱退を発表[2]。
- 12月30日 - ラストライブを行ない解散。

## 出演
テレビドラマ
- 2夜連続スペシャルドラマ「名探偵・明智小五郎」(2019年3月,テレビ朝日)

ゲーム
- まちむす地球防衛ライブ（栃木、千葉、滋賀、沖縄、主題歌）